# Rio Fâneaţa Îngustă
O Rio Fâneaţa Îngustă é um rio da Romênia, afluente do Târnava Mare, localizado no distrito de Harghita.